# Спомен појаве часног крста у Јерусалиму
Спомен појаве Часног Крста у Јерусалиму је хришћански празник. У хришћанској традицији помиње се да се за време владавине цара Констанса, сина светог Константина, и патријарха јерусалимског Кирила, изјутра у девет сати појавио Часни Крст над Голготом простирући се до изнад Горе Маслинске. Хришћани верују да је тај Крст био светлији од сунца и краснији од најлепше дуге. Сав народ, и верни и неверни, оставио је своје послове и у страху и дивљењу посматрао то чудо. Многи неверници су поверовали у Христа, а тако исто и многи јеретици аријевци су оставили своју јерес и вратили се православљу. О овоме знамењу написа патријарх Кирил писмо цару Констансу, који и сам нагињаше аријанству. То се догодило 7. маја 357. године. 
Српска православна црква слави ово чудо 7. маја по црквеном, а 20. маја по грегоријанском календару.